# レキシントン (ノースカロライナ州)
レキシントン（英: Lexington）は、アメリカ合衆国ノースカロライナ州の都市。デイビッドソン郡の郡庁所在地である。人口は1万9632人（2020年）。州の中央にあり、ウィンストン・セーラム市の南32キロメートル に位置する。市内を通る主要高規格道路は、州間高速道路85号線、同85号線産業道路、アメリカ国道29号線、同70号線、同52号線（州間高速道路285号線となる予定）、同64号線がある。州内のピードモント・トライアド地域に入っている。
レキシントン、トマスビルとそれを取り囲む田園部は、近くにあるウィンストン・セーラム、グリーンズボロ、ハイポイントなど大都市のベッドタウンとして緩りと発展している。

## 歴史

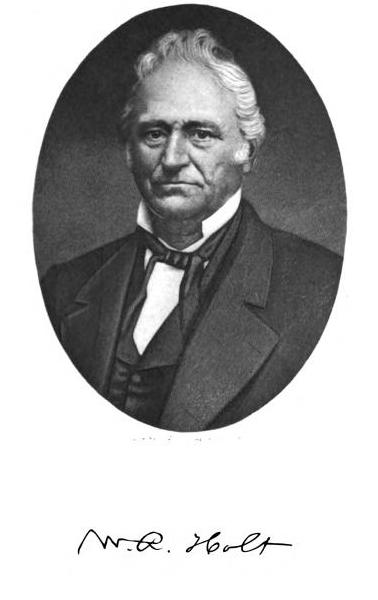
ウィリアム・レイニー・ホルト博士、レキシントンで最古の家屋である「ザ・ホームステッド」を建設した。現在、アメリカ合衆国国家歴史登録財に指定されている

1775年のレキシントン地域はヨーロッパ人が散開して入植していた。開拓者達は、アメリカ独立戦争で最初の戦闘が起きた場所である、マサチューセッツ州レキシントンの栄誉を称えて、町の名をレキシントンとした。レキシントンは1828年に市として法人化された。市の数マイル南にあるシルバーヒル鉱山が1838年に開かれ、国内でも最初の操業する銀鉱山となった。
レキシントンで最古の現存する家屋は、現在のアラマンス郡で生まれた医師のウィリアム・レイニー・ホルト博士（1798年-1868年）が建てた「ザ・ホームステッド」である。これは建築家アシャー・ベンジャミンの様式本に詳細が描かれている窓、明り取りなどパラディオ様式の特徴がある。この家の所有者はペンシルベニアで訓練を積んだ医師であり、デイビッドソン郡に移転して来て医院を開業した。ホルトは熱心な分離主義者であり、南北戦争の時には3人の息子が南軍に従軍して戦死した。その家は北軍の兵士に占領された。
戦後、ホルトはレキシントンの南西にあった自分のプランテーションである「リンウッド」で多くの時間を過ごすようになり、1,600エーカー (6.5 km2) の農園で科学的な農業を行った。ホルトはノースカロライナ州農業協会の会長として、純血種の家畜を州内に導入した最初の者となった。
レキシントン市内には「ザ・ホームステッド」以外にも次のアメリカ合衆国国家歴史登録財に指定されるものがある。
| - アーランジャー・ミル・ビレッジ歴史地区 - 第一改革派教会 - グレイス・エピスコパル教会 - グリムズ兄弟工場 - グリムズ学校 - ヘンドリックス・グローブ改革派教会 - ジュニア・オーダー・ユナイテッド・アメリカン・メカニクス全米孤児院 | - レキシントン記念病院 - レキシントン住宅街歴史地区 - 旧デイビッドソン郡庁舎 - ピルグリム改革派教会墓地 - ヘンリー・ショーフ農園 - アップタウン・レキシントン歴史地区 - ジョン・ヘンリー・ウェルボーン邸 |

## 企業と産業
20世紀の1990年代後半まで、レキシントンの経済は主に繊維と家具の製造に依存していた。その後、土地の製造業の大半は、地球規模の市場でコストを減らし、競争力を保つためにその生産施設をアジアやメキシコに移した。このことで繊維と家具の工場の多くが閉鎖され、これらに大きく雇用を頼っていた市の経済は非常に厳しい状態になった。その後の産業ポートフォリオは多様化を進めている。
大手雇用主としては次の企業、団体がある。
- ハリアード・ヘルス（医療器具）
- ローリー・ウォリー・ドゥードル（女性と子供の衣料）
- PPGインダストリーズ（ガラス、化学）
- ジェルド・ウェン（建材）
- ローリグ・エンジニアリング（試験機器）[9]
- アーネグ USA （店舗用什器）[10]
- カウフマン・トレイラーズ[11]
- ビタコスト（eコマース）
- ディボールド（セキュリティシステム）

## 文化

### バーベキュー

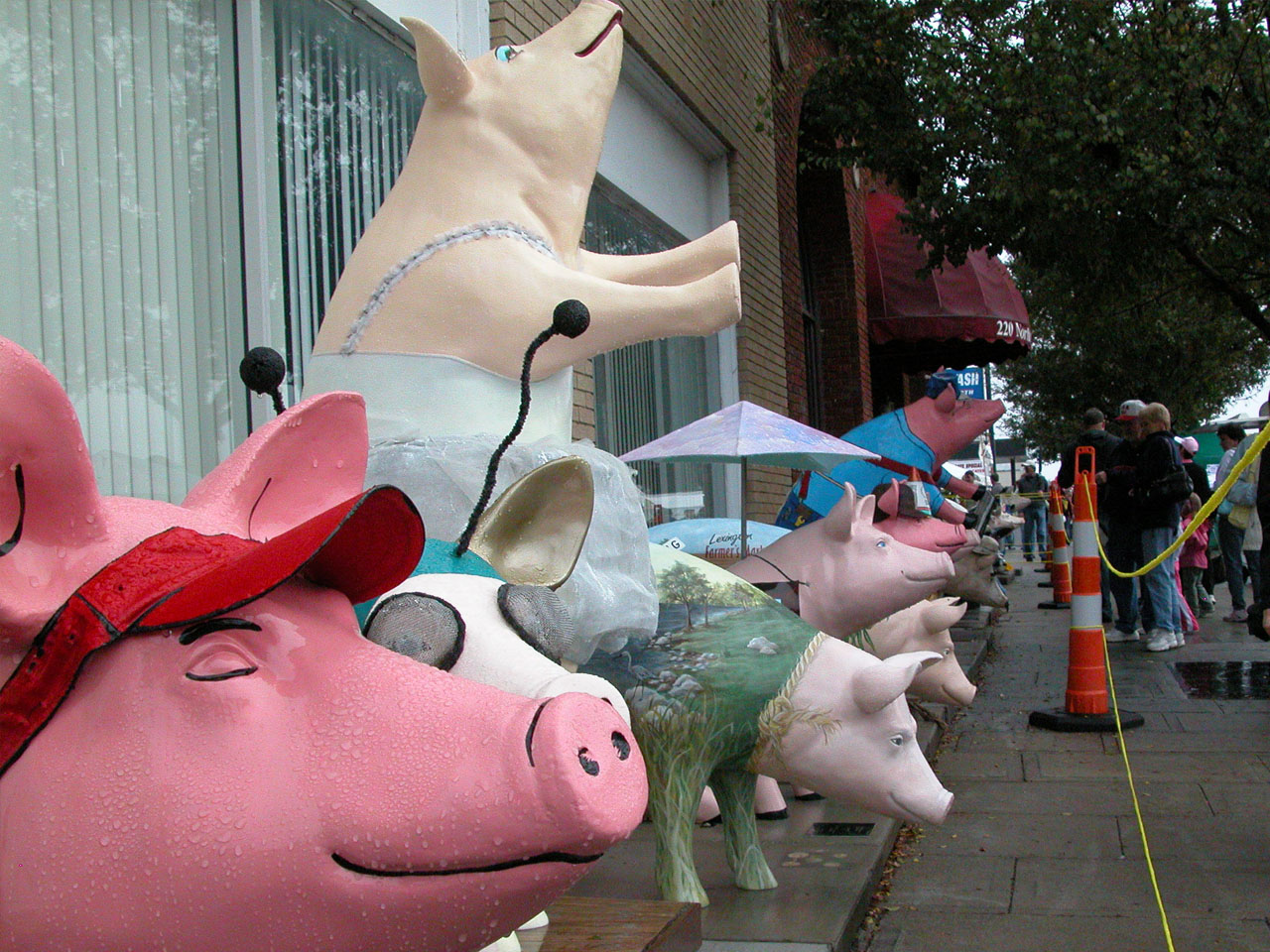
ピッグス・イン・ザ・シティとレキシントン・バーベキュー祭りには全国から観衆が訪れる

レキシントンは「ノースカロライナ州のバーベキュー首都」を自称している。1984年から州内最大級のストリート祭であるレキシントン・バーベキュー祭を開催している。2003年時点で市内には20以上のバーベキュー・レストランがあり、住民1,000人に1軒を超えている。2012年、USニューズ&ワールド・レポートがレキシントンをバーベキューのための都市の第4位に挙げた。
レキシントン・スタイルのバーベキューは豚の肩肉を硬木、通常はヒッコリー材に熾した火の上で緩り焼くことである。酢、ケチャップ、水、塩、胡椒などの香辛料でできたソースに浸けられる（地元ではディップと呼ぶ）。食材はレストラン毎に異なり、各店のレシピは厳密に秘密を保たれている。どれも酢がベースにあっても、ピリッと辛いもの、幾らか甘いもの、スパイシーなものなど大変多様である。
「レキシントン・バーベキュー・サンドイッチ」の最大の特徴はレッド・スロー（「バーベキュー・スローと呼ばれることもある）が入っていることである。レッド・スローは、キャベツ、酢、ケチャップ、潰したあるいは磨った胡椒が組み合わされたものである。マヨネーズが入っていないのでコールスローとははっきり異なっている。レキシントン市民や観光客はレッド・スローをここでのバーベキューの特徴を与える必需品と考えている。レッド・スローはバーベキュー、グリルドチキンなど肉類の添え物として出され、またホットドッグには間に挟むものとなる。

### ピッグス・イン・ザ・シティ
「ピッグス・イン・ザ・シティ」はレキシントン中心街（地元ではアップタウンと呼ばれる）の再活性化のためい組織された非営利団体であるアップタウン・レキシントン Inc. が主催する大衆芸術の祭である。人々は、市中の至る所に置かれる豚の実物大彫刻を飾った芸術家に手数料を支払う。この行事には毎年秋にアップタウンの事業地区で開催されている祝祭が含まれる。2003年に始まり、初年度には州内から4万人以上の観衆を集めた。展示される20頭の豚の1つのスポンサーとなる費用は、最初の展示の間に1,000ドルであり、それが奨励金として支払われる。2006年からは年中行事に昇格した。

### ハイロック湖

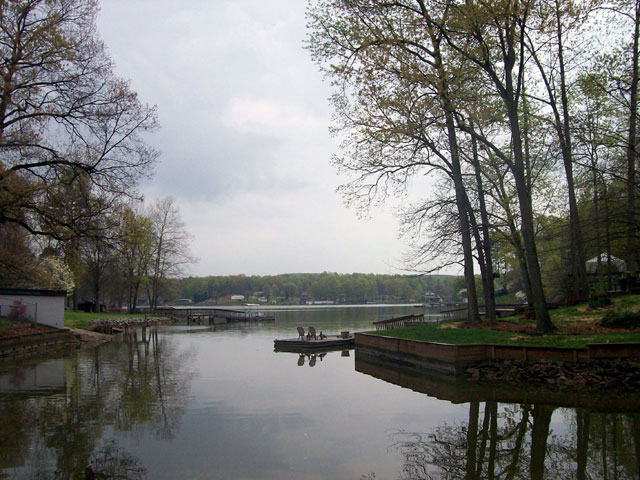
ハイロック湖

ノースカロライナ州で2番目に大きい湖であるハイロック湖は、レキシントンの南数マイルにある。その湖水面積は15,180エーカー (61 km2)、湖岸の総延長は365マイル (587 km) ある。ヤドキン川と南ヤドキン川が合流した地点から湖面が始まっている。
ハイロック湖は昔から州内でも最良級の釣りができる湖と考えられてきた。1994年、1995年、1997年、2007年のバスマスター・クラシックなどバスマスター選手権が行われてきた。他にもスポーツフィッシングの競技会場として使われることが多い。アメリカナマズ、アオナマズ、フラットヘッドナマズの他にクラッピーや、サンフィッシュ科のブルーギル、シェルクラッカーなどが生息している。ストライプドバスやその交配種、ホワイトバスも豊富にいる。
この湖はオオクチバスの量や質でも良く知られており、全国から釣り人を惹きつけている。水深が比較的浅く、バスの生息に適していることが寄与している。

## 地理

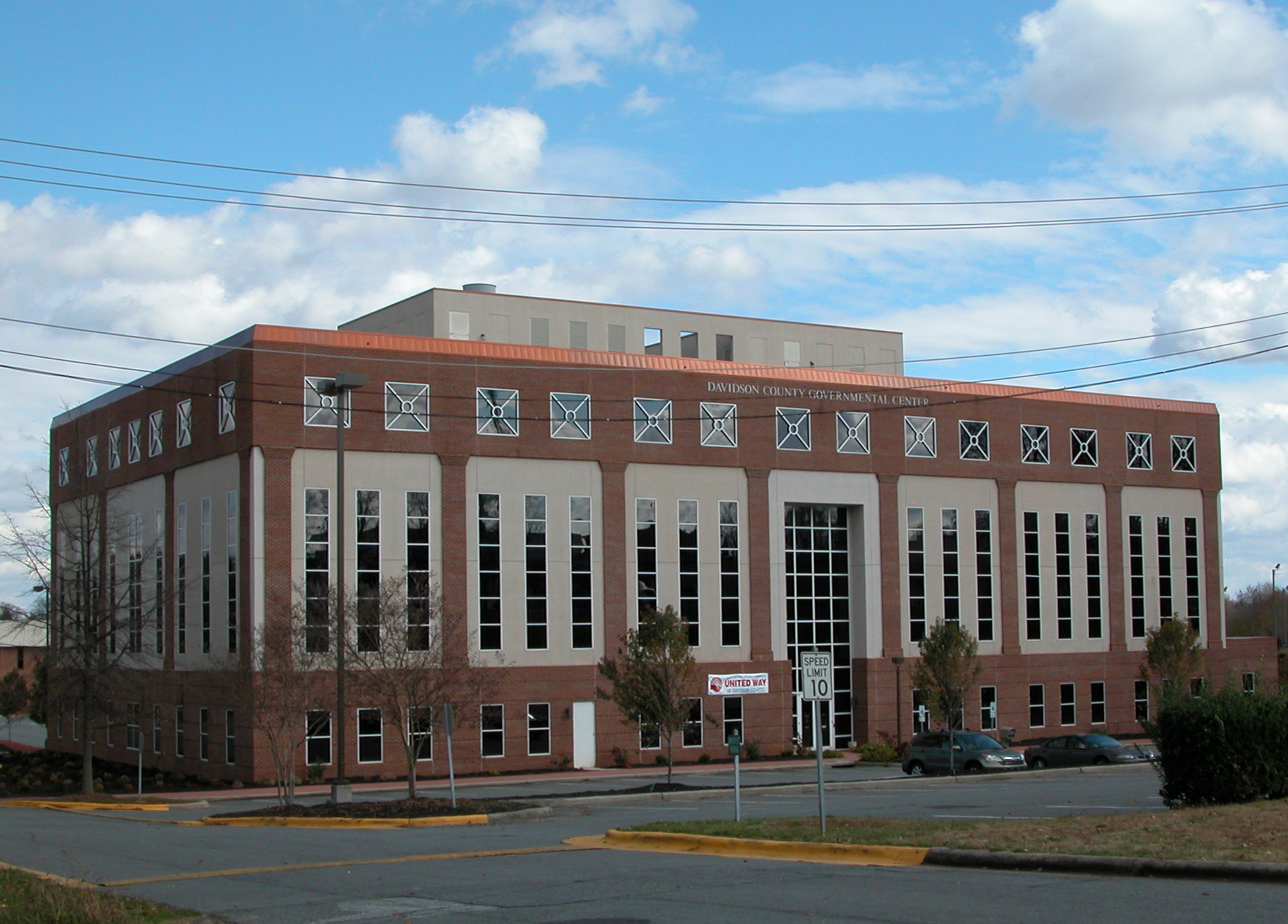
デイビッドソン郡政府ビル

レキシントンはピードモント台地の上にある。座標では北緯35度49分00秒 西経80度15分31秒 / 北緯35.81667度 西経80.25861度 (35.816768, -80.258643)に位置している。ヤドキン川の流域にある。レキシントンはノースカロライナ州中央部のヤドキン・ピー＝ディー湖群の一部を成すハイロック湖の北東11マイル (18 km) にある。
アメリカ合衆国国勢調査局に拠れば、市域全面積は17.6平方マイル (46 km2)であり、このうち陸地17.6平方マイル (46 km2)、水域は無い。
市の北と西は州間高速道路85号線産業道路が区切り、南と東は州間高速道路85号線に区切られている。2つの道路は市のすぐ南西で合流する。さらにアメリカ国道29号線、同70号線、同52号線、同64号線の国道4本、ノースカロライナ州道8号線、同47号線の2本が市内で交わっている。

### 気候
レキシントンの春と夏には雷雨が多く、激しい嵐になることもある。ノースカロライナ州の中央部に位置し、アパラチア山脈と中部大西洋海岸の間にあるので、温暖湿潤気候であり、春や秋は温和であり、夏は温暖から暑い気温となる。冬は比較的温暖であり、日中の最高気温は40°F (4 ℃) から50°F (10 ℃) 台、夜間の最低気温は氷点下になる程度である。
| レキシントンの気候     | レキシントンの気候 | レキシントンの気候 | レキシントンの気候 | レキシントンの気候 | レキシントンの気候 | レキシントンの気候 | レキシントンの気候 | レキシントンの気候 | レキシントンの気候 | レキシントンの気候 | レキシントンの気候 | レキシントンの気候 | レキシントンの気候 |
| 月                     | 1月                | 2月                | 3月                | 4月                | 5月                | 6月                | 7月                | 8月                | 9月                | 10月               | 11月               | 12月               | 年                 |
| ---------------------- | ------------------ | ------------------ | ------------------ | ------------------ | ------------------ | ------------------ | ------------------ | ------------------ | ------------------ | ------------------ | ------------------ | ------------------ | ------------------ |
| 平均最高気温 °F （°C） | 49.6 (9.8)         | 54.4 (12.4)        | 63.3 (17.4)        | 72.5 (22.5)        | 79.3 (26.3)        | 85.5 (29.7)        | 89.1 (31.7)        | 87.4 (30.8)        | 81.6 (27.6)        | 71.9 (22.2)        | 61.7 (16.5)        | 52.6 (11.4)        | 70.7 (21.5)        |
| 平均最低気温 °F （°C） | 28.6 (−1.9)        | 30.9 (−0.6)        | 38.0 (3.3)         | 45.3 (7.4)         | 54.5 (12.5)        | 62.9 (17.2)        | 67.1 (19.5)        | 65.5 (18.6)        | 59.1 (15.1)        | 46.7 (8.2)         | 37.9 (3.3)         | 31.0 (−0.6)        | 47.3 (8.5)         |
| 降水量 inch （mm）     | 4.06 (103.1)       | 3.78 (96)          | 4.31 (109.5)       | 3.63 (92.2)        | 3.93 (99.8)        | 4.06 (103.1)       | 3.85 (97.8)        | 3.63 (92.2)        | 3.84 (97.5)        | 3.52 (89.4)        | 3.47 (88.1)        | 3.37 (85.6)        | 45.45 (1,154.3)    |
| 降雪量 inch （cm）     | 2.4 (6.1)          | 2.8 (7.1)          | 1.2 (3)            | 0 (0)              | 0 (0)              | 0 (0)              | 0 (0)              | 0 (0)              | 0 (0)              | 0 (0)              | 0 (0)              | 0.6 (1.5)          | 7 (17.7)           |
| 平均降水日数           | 10.2               | 9.3                | 10.2               | 9.0                | 10.0               | 9.5                | 10.4               | 8.4                | 7.7                | 6.6                | 8.8                | 9.6                | 109.7              |
| 平均降雪日数           | 0.8                | 0.9                | 0.4                | 0                  | 0                  | 0                  | 0                  | 0                  | 0                  | 0                  | 0                  | 0.3                | 2.4                |
| 平均月間日照時間       | 170.5              | 175.2              | 229.4              | 246.0              | 260.4              | 270.0              | 269.7              | 248.0              | 225.0              | 220.1              | 174.0              | 164.3              | 2,652.6            |
| 出典：NOAA, HKO (sun)  |                    |                    |                    |                    |                    |                    |                    |                    |                    |                    |                    |                    |                    |

## 人口動態

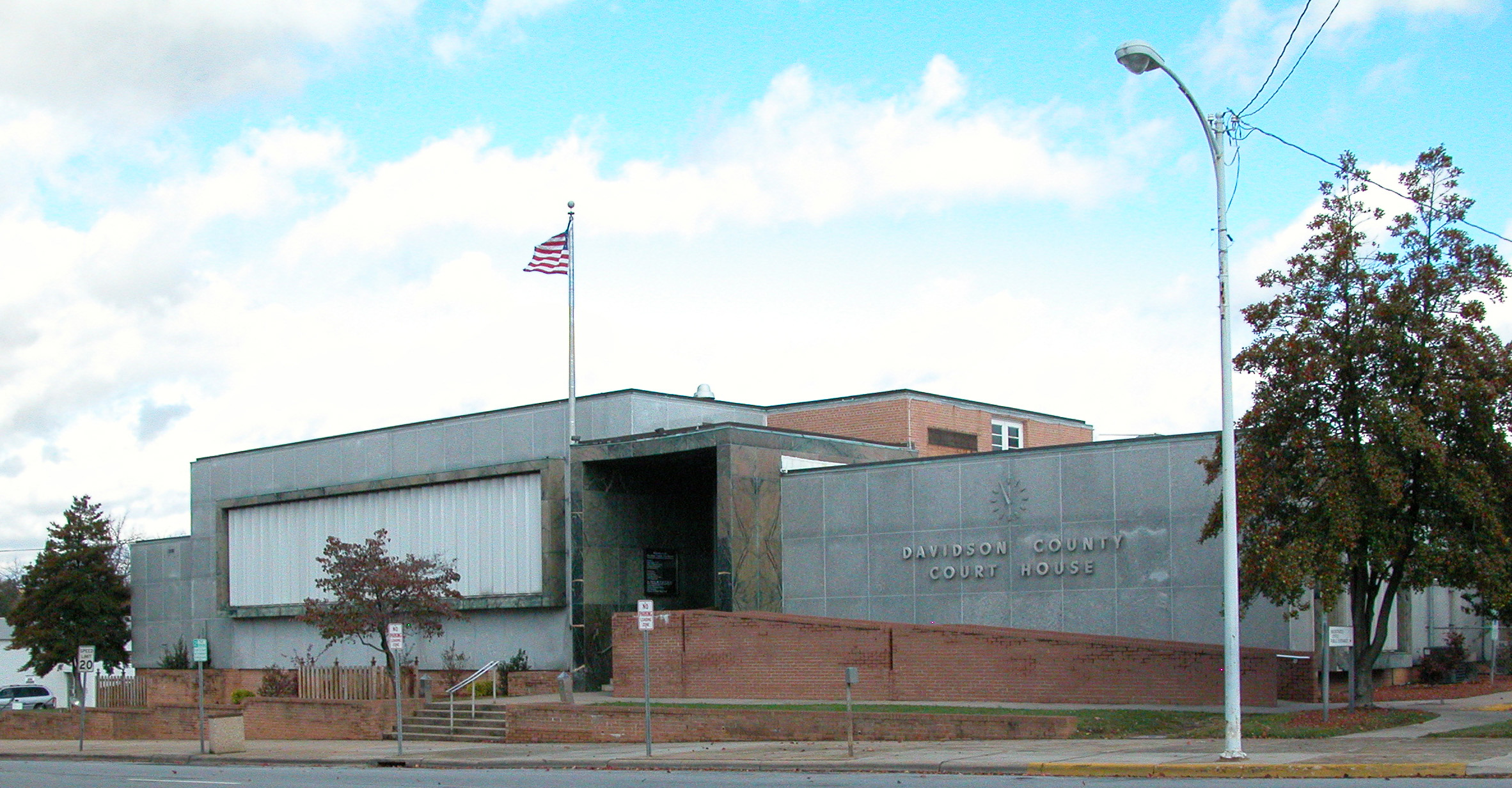
デイビッドソン郡庁舎

以下は2010年の国勢調査による人口統計データである。
| 基礎データ - 人口: 18,931 人 - 2000年時点: 19,953 人（5%減少） - 世帯数: 7,376 世帯 - 家族数: 4,581 家族 - 住居数: 8,938 軒 - 入居率: 82.5% - 自家入居率: 47.6% - 借家入居率: 52.4% 人種別人口構成 - 白人: 54.7% - アフリカン・アメリカン: 28.4% - アジア人: 2.9% - その他の人種: 10.7% - 混血: 2.6% | 年齢別人口構成 - 18歳未満: 24.6% - 18-64歳: 60.3% - 65歳以上: 15.1% - 年齢の中央値: 37歳 - 性比（女性100人あたり男性の人口） - 総人口: 92.7 世帯と家族（対世帯数） - 18歳未満の子供がいる: 28.0% - 平均構成人数 - 世帯: 2.44人 - 家族: 3.08人 | 収入と家計（2000年データ） - 収入の中央値 - 世帯: 26,226米ドル - 家族: 32,339米ドル - 性別 - 男性: 25,555米ドル - 女性: 20,939米ドル - 人口1人あたり収入: 15,310米ドル - 貧困線以下 - 対人口: 21.2% - 対家族数: 16.7% - 18歳未満: 31.7% - 65歳以上: 18.0% |

## 著名な出身者
- ジョシュ・ブッシュ - 、NFLアメリカンフットボール選手、ニューヨーク・ジェッツ他

## ギャラリー

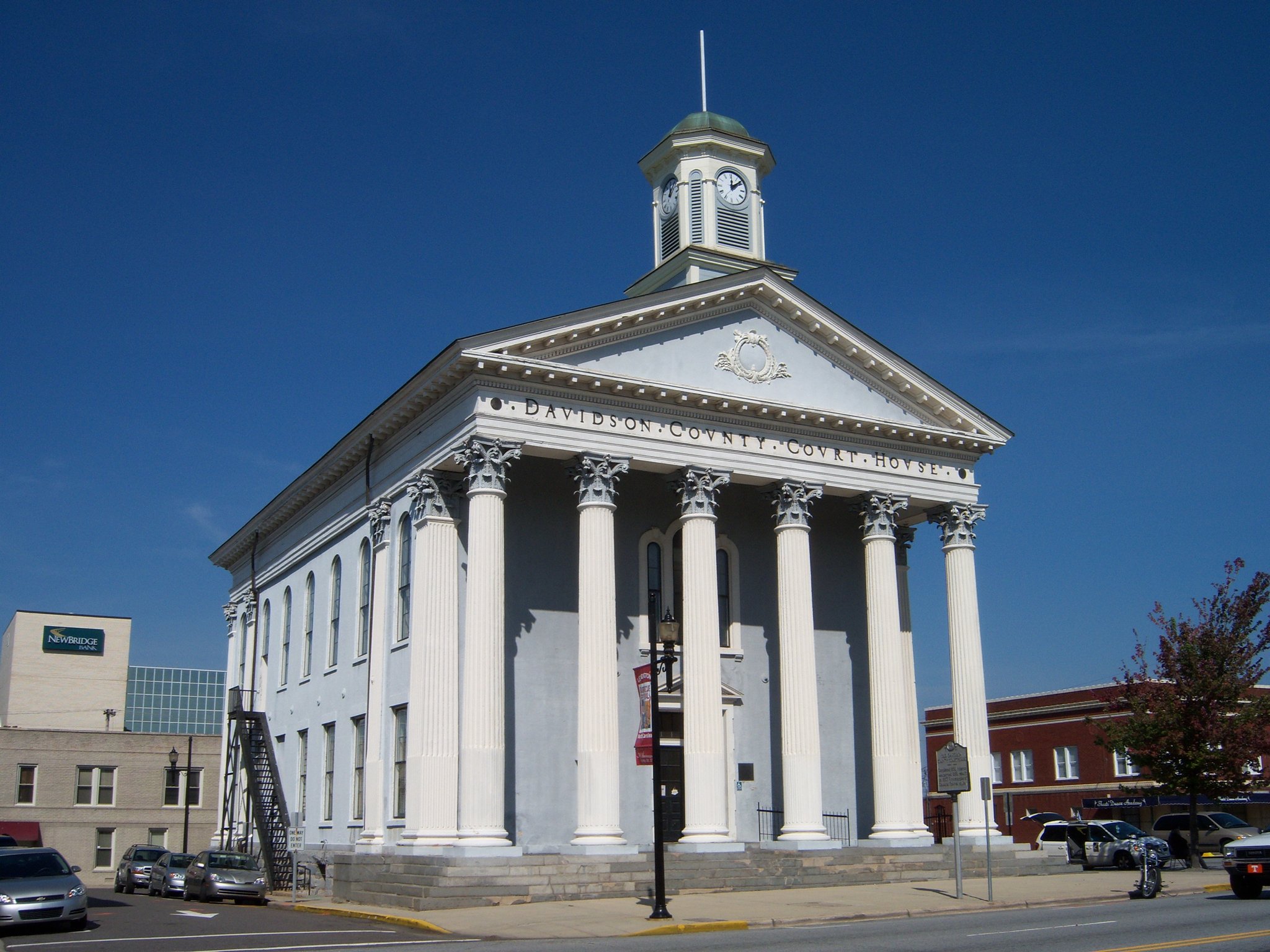
歴史ある旧デイビッドソン郡庁舎
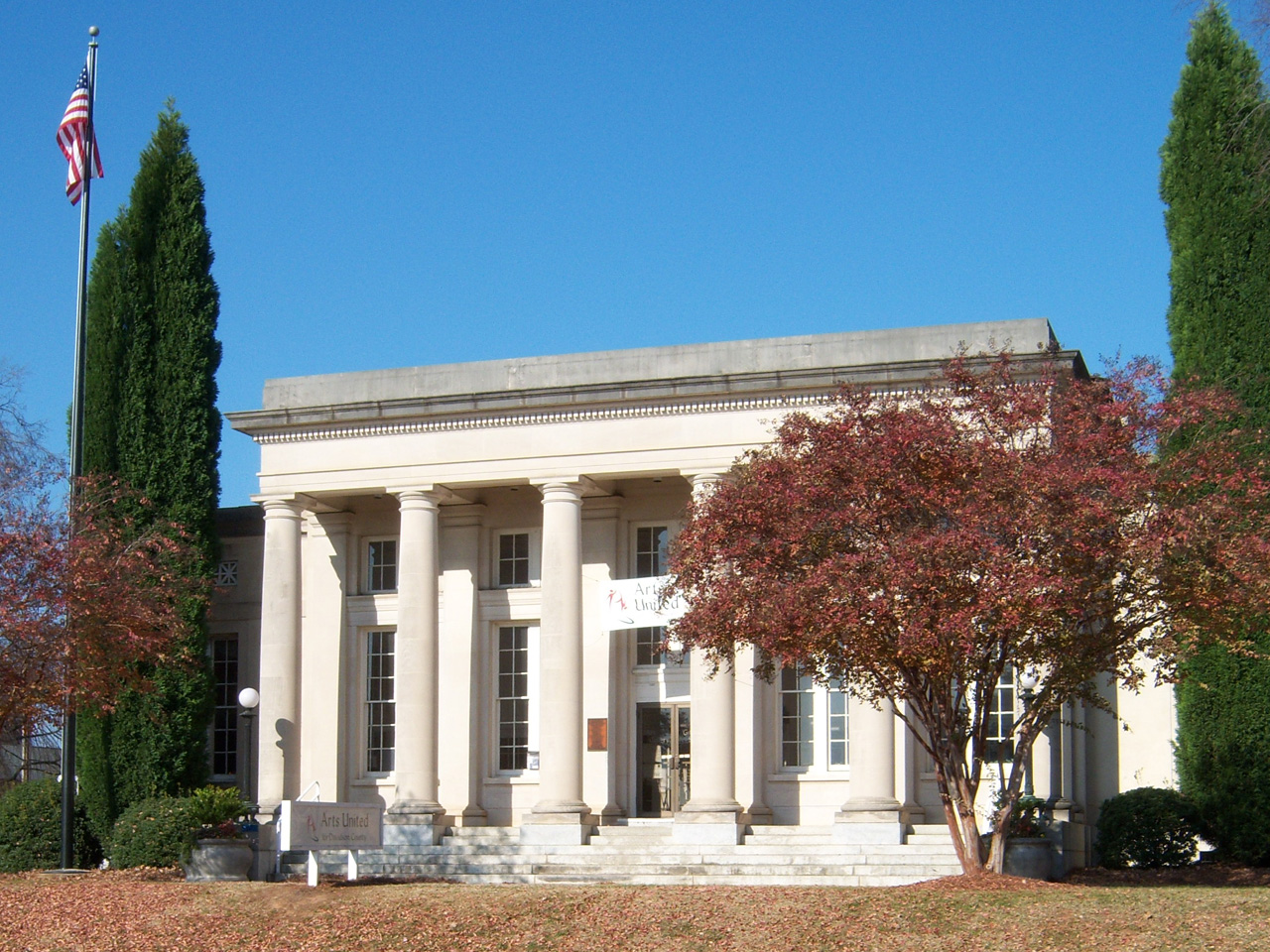
旧レキシントン郵便局
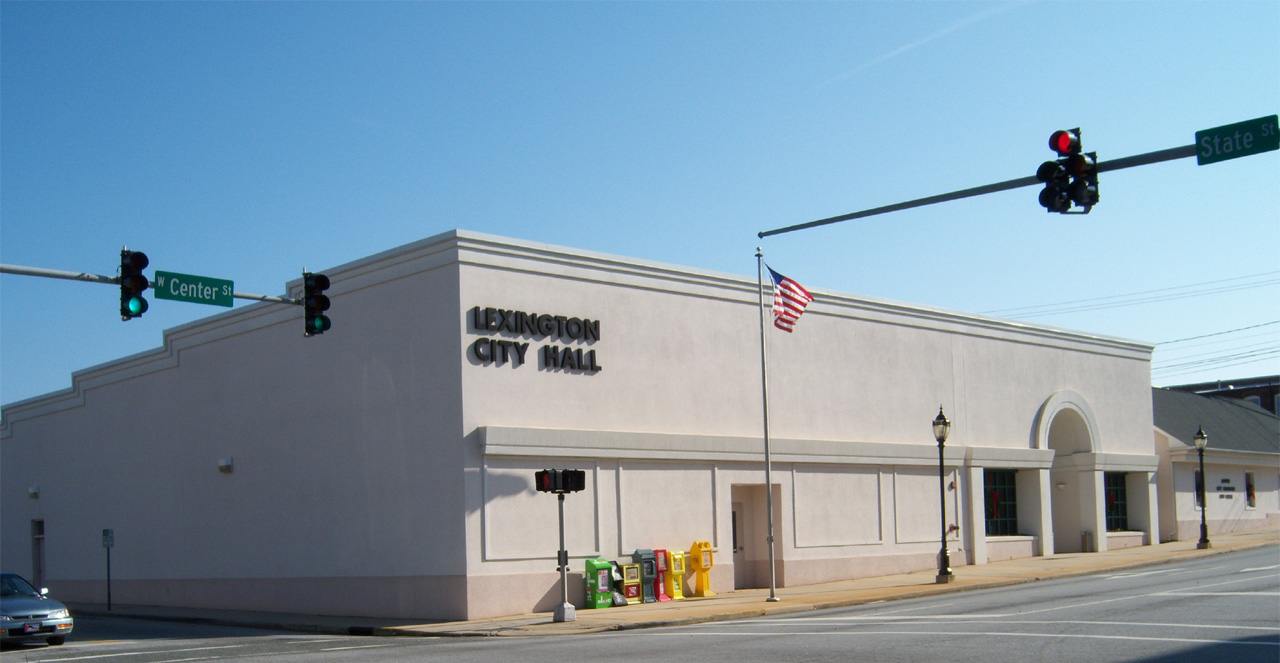
市役所
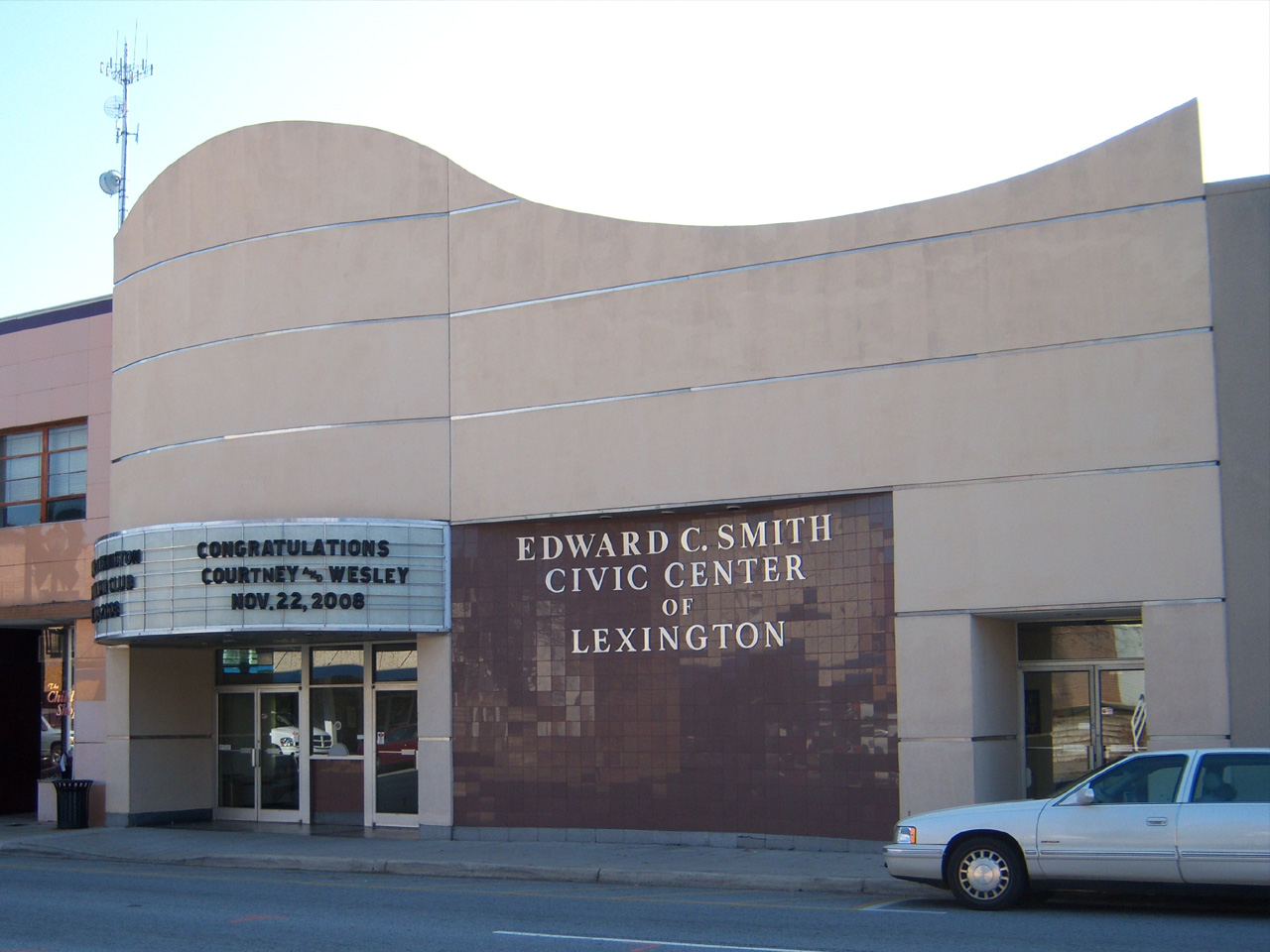
市民センター
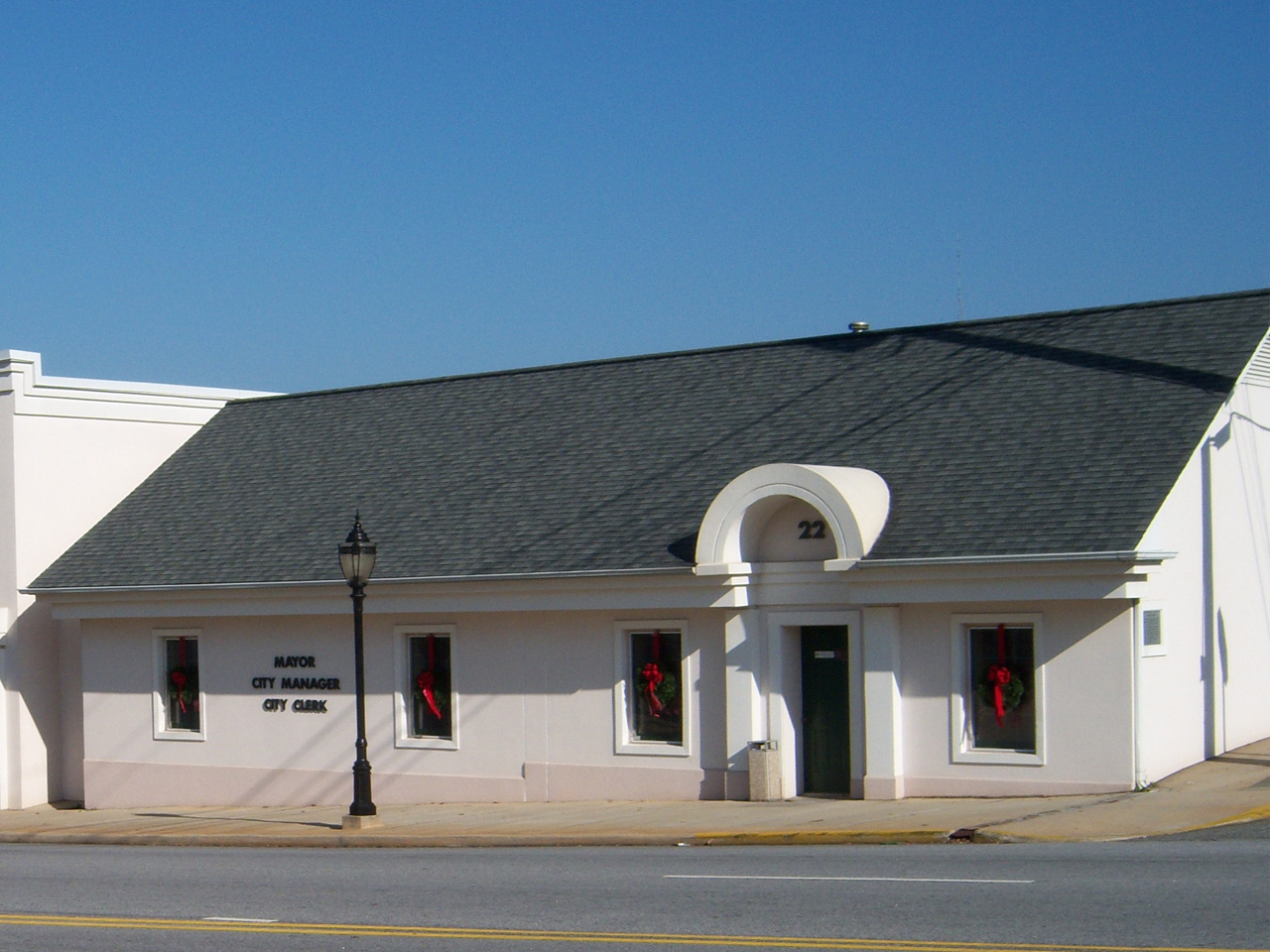
市長事務所
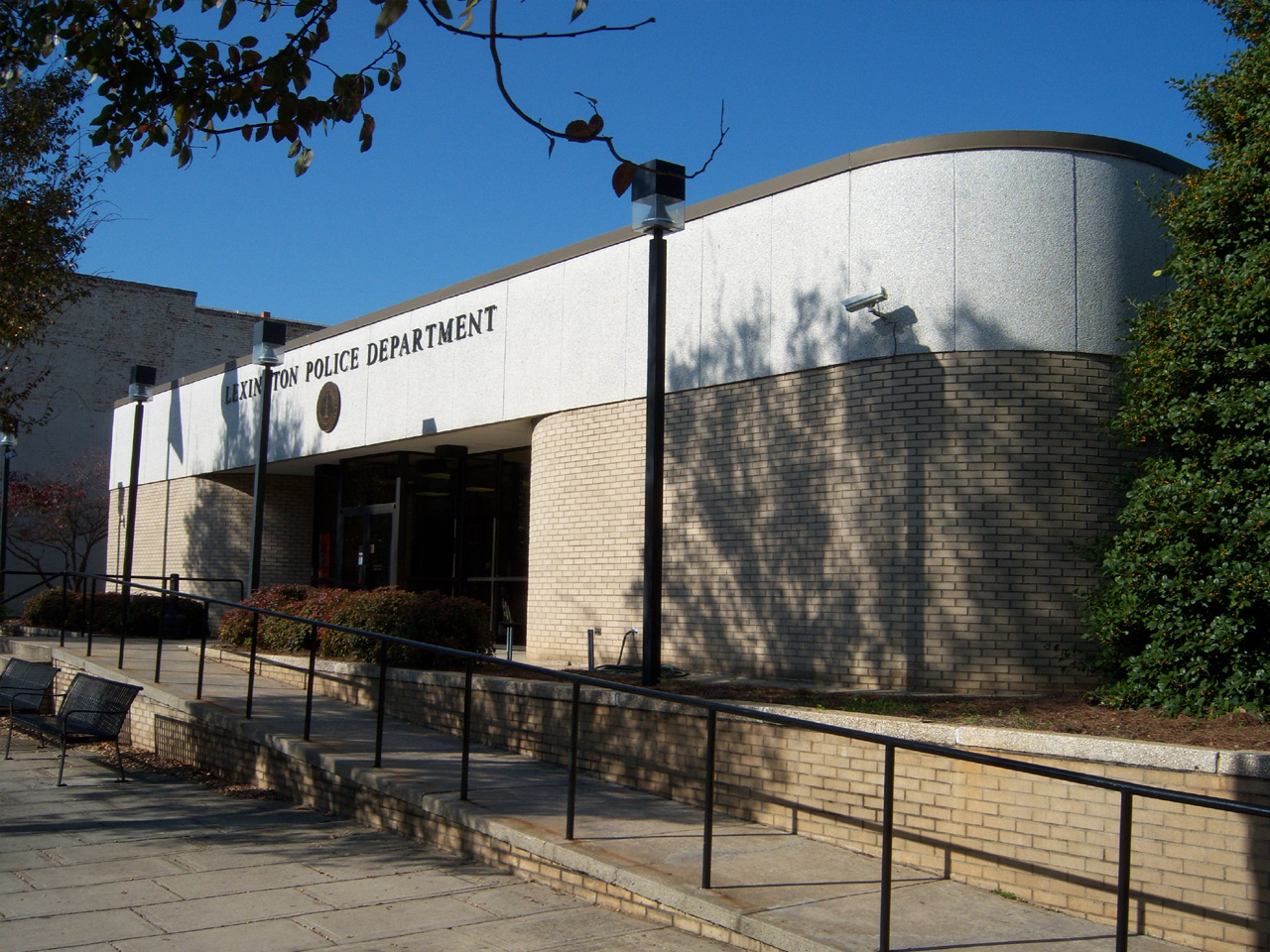
警察署
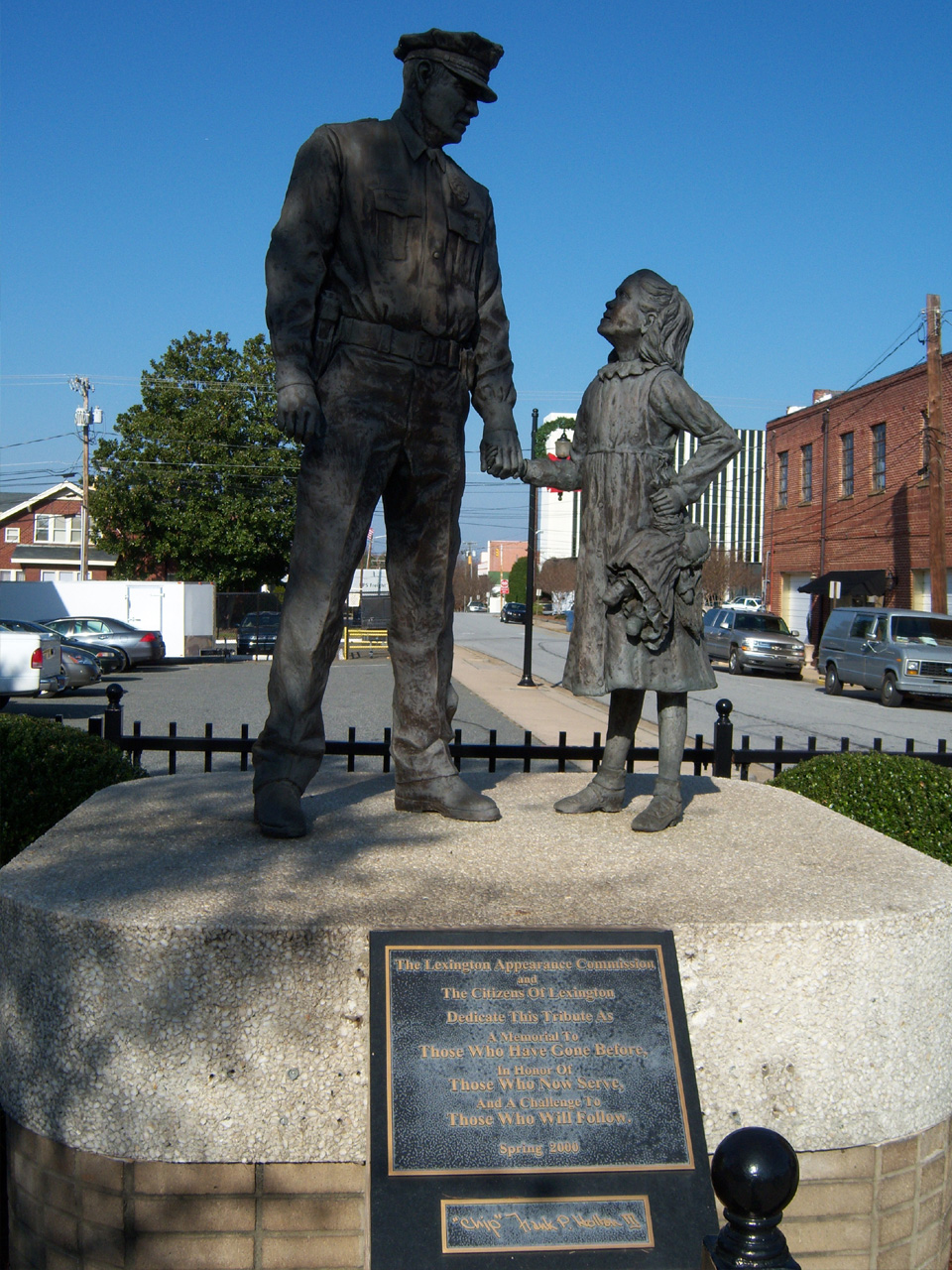
警察署前の彫像
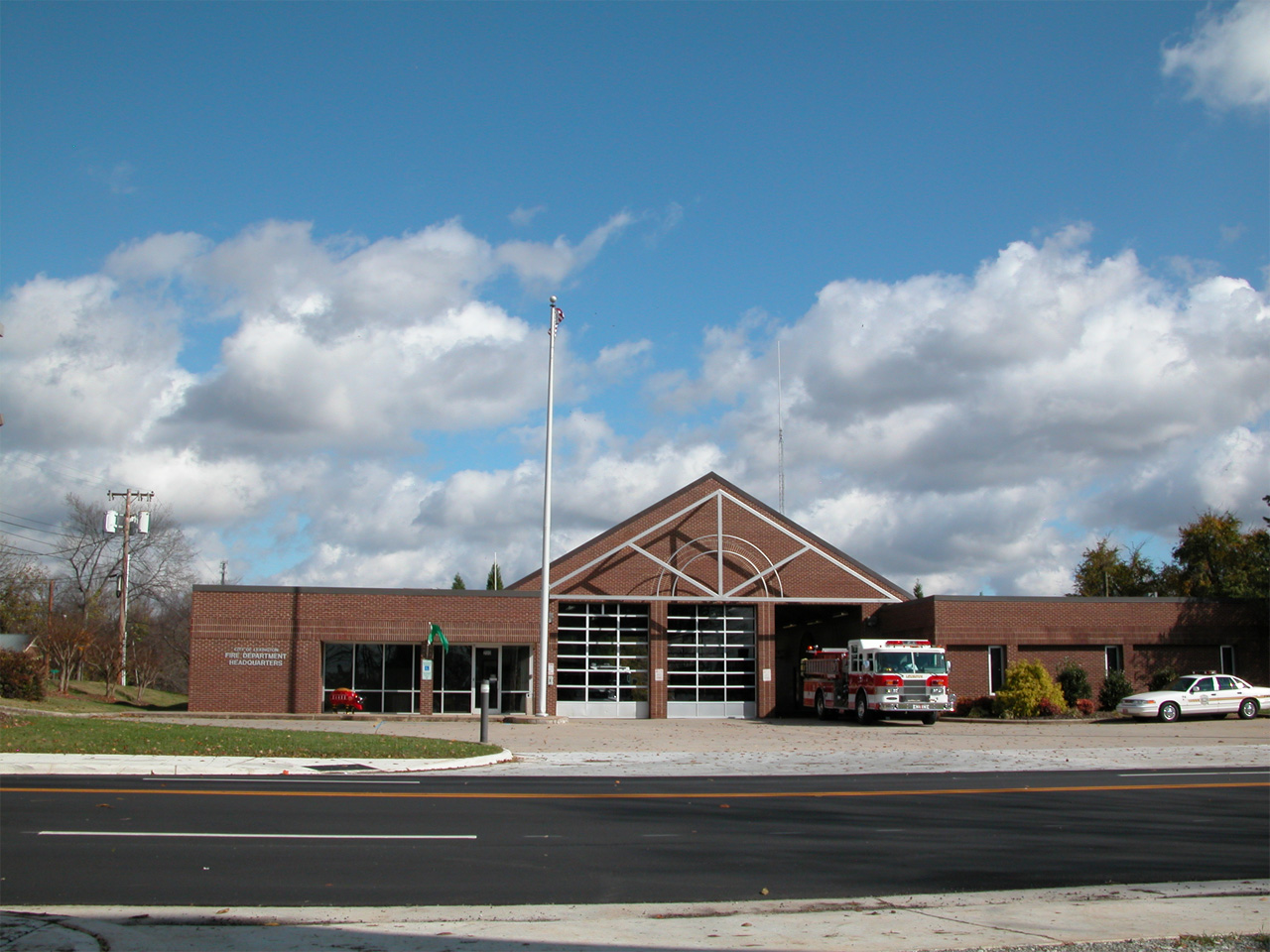
消防署
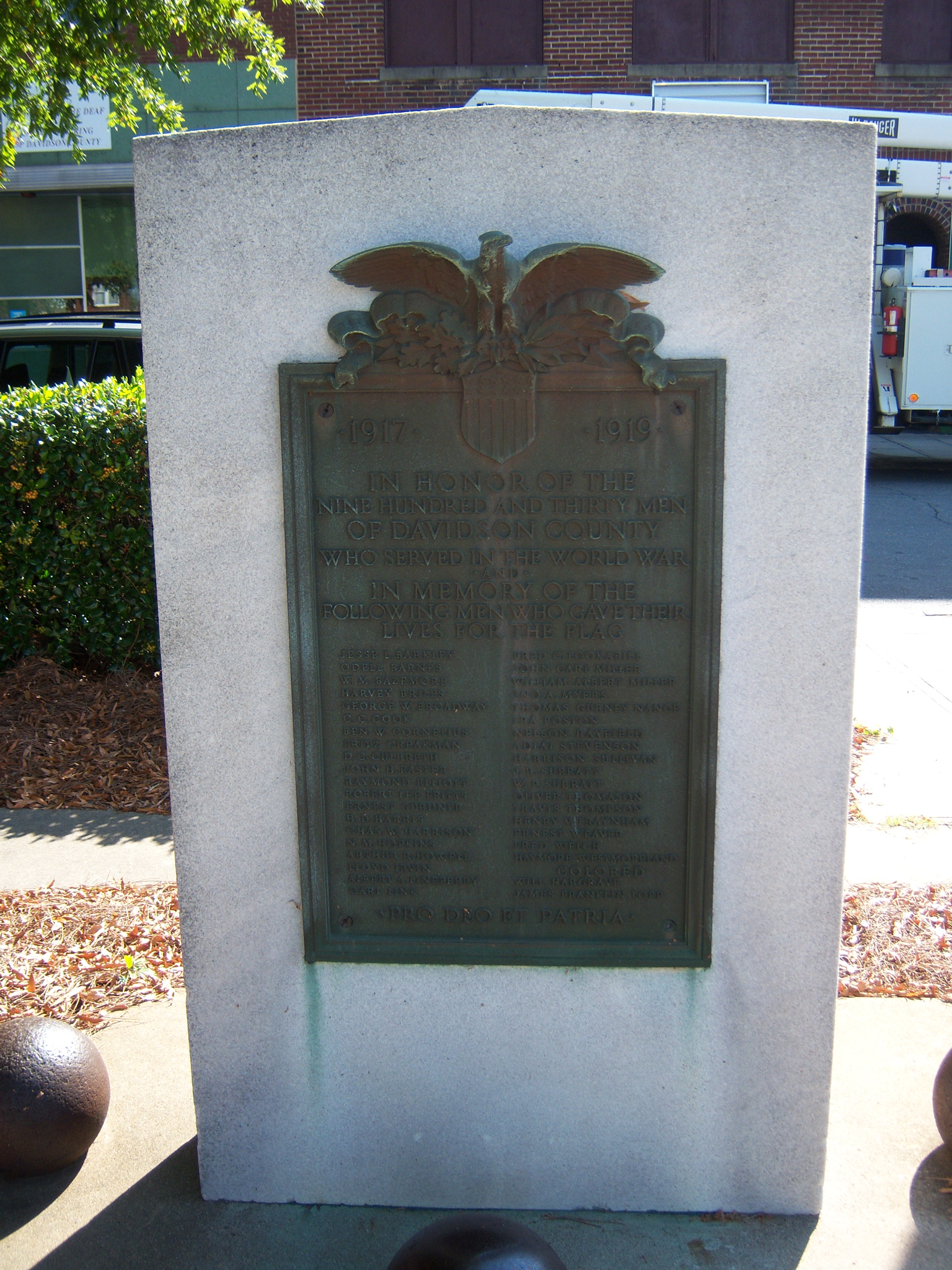
朝鮮戦争記念碑
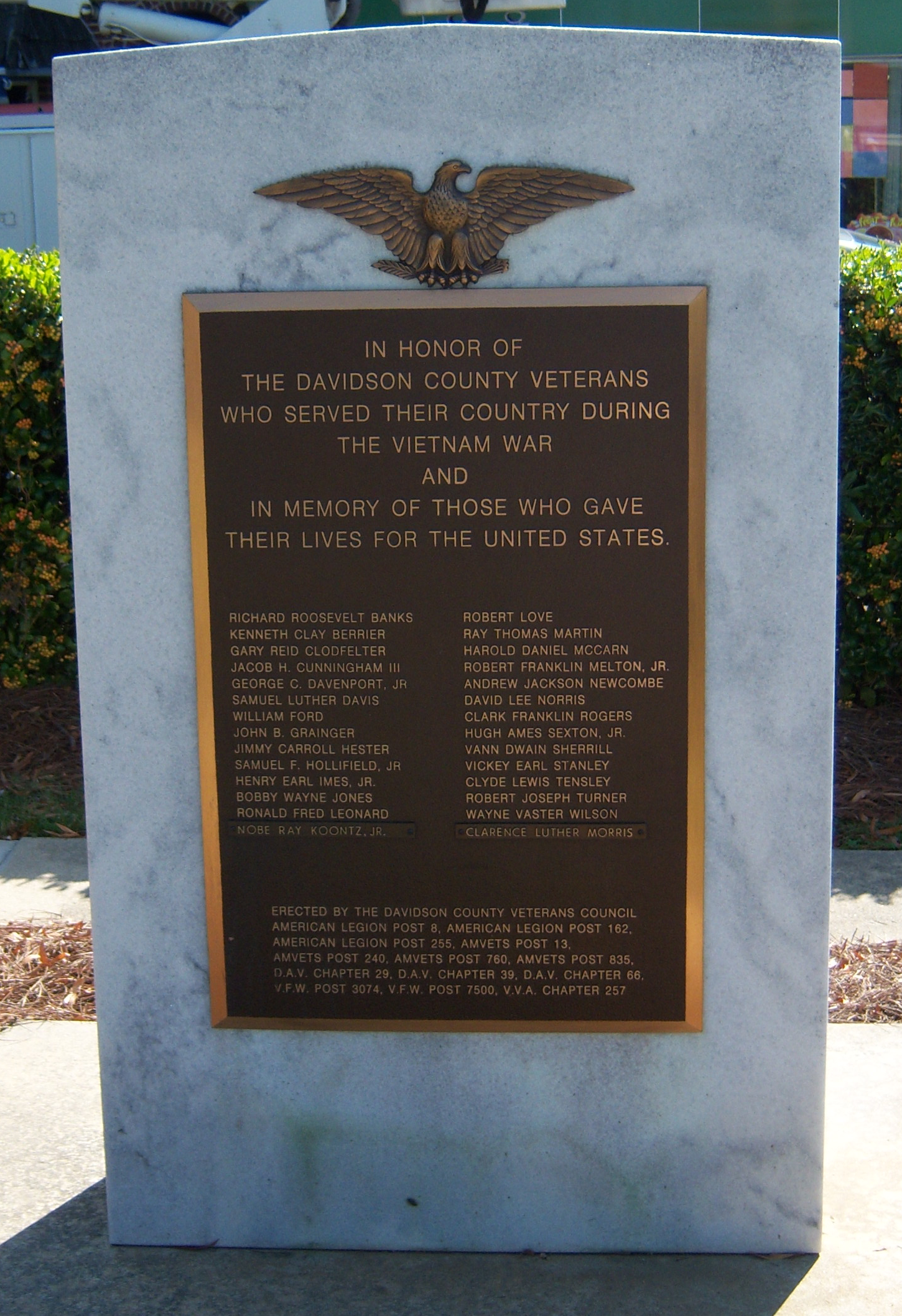
ベトナム戦争記念碑
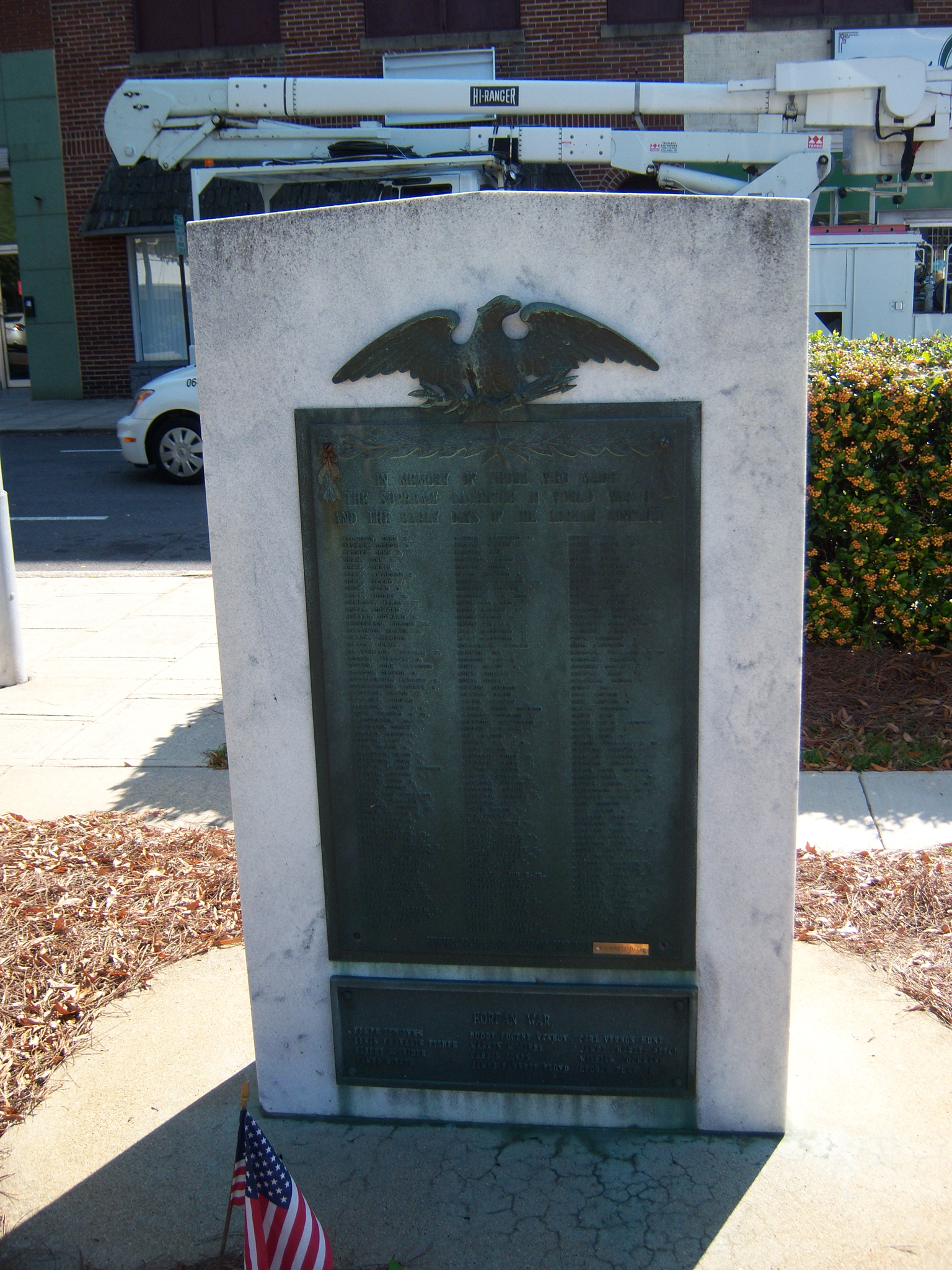
第二次世界大戦記念碑
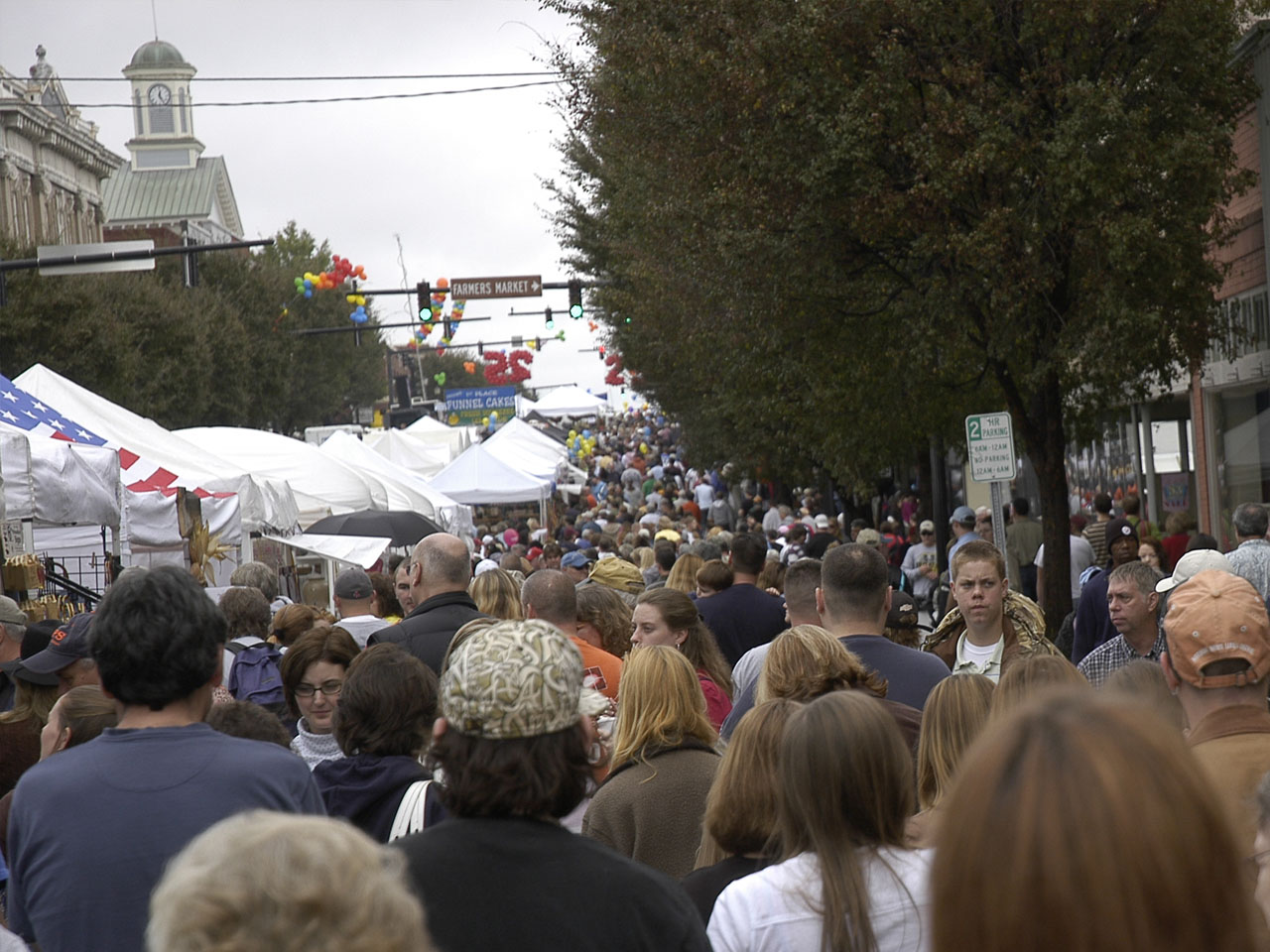
バーベキュー祭の中心街
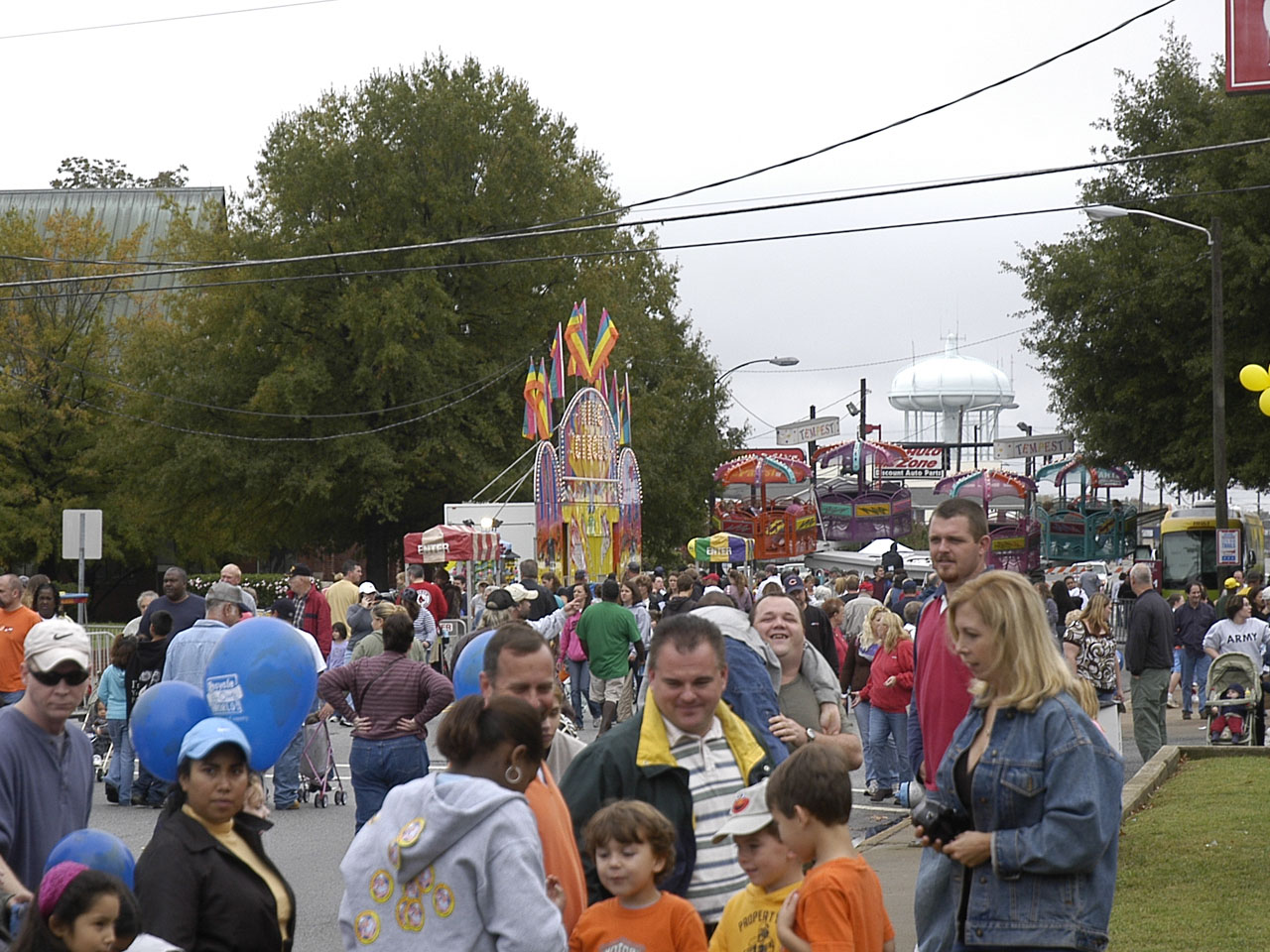
バーベキュー祭の中心街
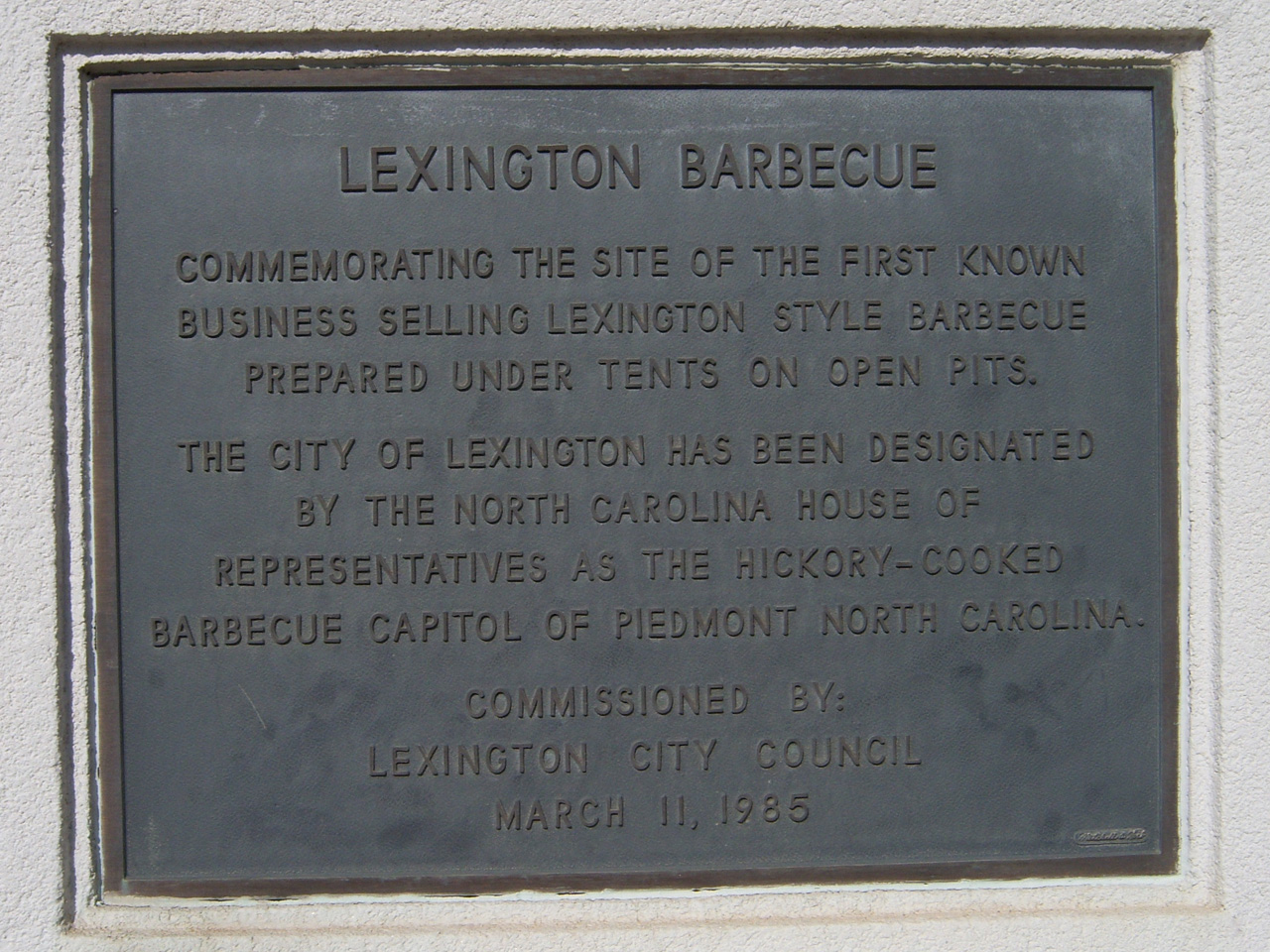
市長ビルにあるバーベキューの認定書
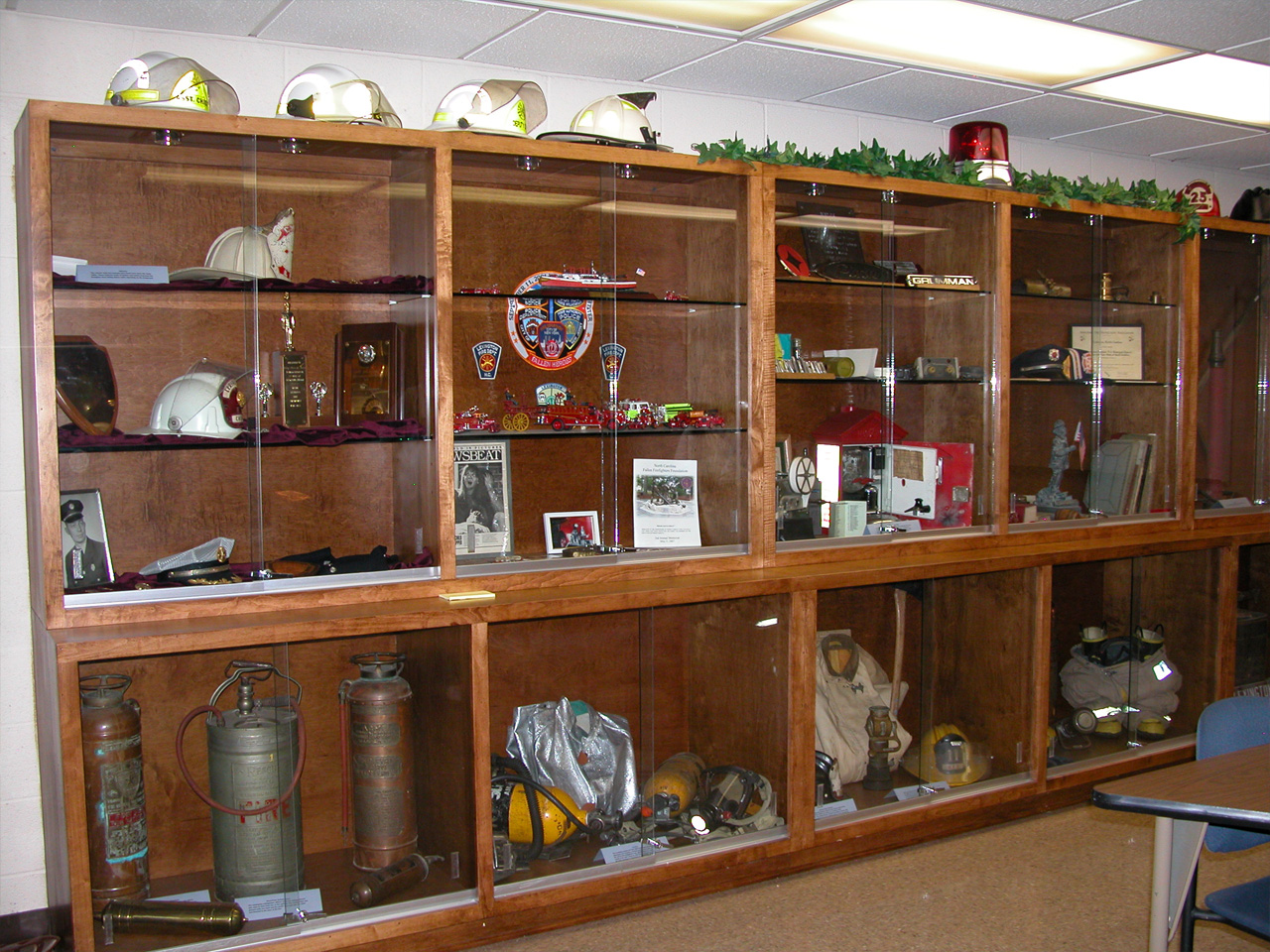
消防署にある博物館内部